# Шуварська-Шумилович Ірина
Шуварська-Шумилович Ірина — українська поетеса, прозаїк.

## З біографії
Народилася у Берліні. З дому Ґрібкофф. Емігрувала, оселилася в Нью-Йорку (США). Автор збірок віршів «Співуче світло» (1959), «Прозорий семисвічник» (1968); збірки оповідань «Недільний ранок» (1962).
Окремі видання:
- Шуварська-Шумилович І. Доні // Слово. Збірник 9. — Едмонтон: ОУП «Слово», 1981. — С.147-148.
- Шуварська-Шумилович І. Недільний ранок. Оповідання. –Нью-Йорк, 1962. — 64 с.
- Шуварська-Шумилович І. Прозорий семисвічник. Поезії. — Нью-Йорк, 1968. — 63 с.
- Шуварська-Шумилович І. Співуче світло. Поезії. — Нью-Йорк: Свобода, 1959. — 62 с.